# Mihai Popa
Mihai Popa, né le 12 octobre 2000 à Constanța en Roumanie, est un footballeur roumain qui joue au poste de gardien de but au CFR Cluj, en prêt du Torino FC.

## Biographie

### En club
Né à Constanța en Roumanie, Mihai Popa est formé par le Viitorul Constanța et l'Académie Gheorghe Hagi. Il rejoint en 2019 l'Astra Giurgiu mais ne joue aucun match et est prêté au Rapid Bucarest le 14 février 2020.
Popa fait ensuite son retour à l'Astra Giurgiu. Il fait alors ses débuts avec le club le 14 novembre 2020, lors d'une rencontre de championnat face au Dinamo Bucarest. Il est titularisé et les deux équipes se neutralisent (1-1 score final).
Le 11 août 2021 Mihai Popa s'engage en faveur du FC Voluntari. Il joue son premier match sous ses nouvelles couleurs le 13 août 2021, lors d'une rencontre de championnat face au FC Academica Clinceni. Il est titularisé et son équipe s'impose par un but à zéro.
Le 8 juin 2023, le Torino FC confirme la signature de Mihai Popa pour une durée non divulguée.

### En sélection
Mihai Popa est retenu avec l'équipe de Roumanie olympique afin de participer aux Jeux olympiques de 2020.
Mihai Popa joue son premier match avec l'équipe de Roumanie espoirs le 7 septembre 2021 contre la Géorgie. Il est titularisé et les deux équipes se neutralisent (1-1).